# Harold Mahony
Harold Sergerson Mahoney (Edimburgo, 13 febbraio 1867 – Edimburgo, 27 giugno 1905) è stato un tennista irlandese.
È conosciuto principalmente per la vittoria nel Torneo di Wimbledon 1896 dove ha sconfitto in finale l'Inglese Wilfred Baddeley.

## Carriera
Mahoney fa il suo debutto a Wimbledon nel 1890 ma viene eliminato al primo turno, l'anno successivo arrivò in semifinale così come nel 1892. Verso la metà degli anni '90 passò del tempo in America ma al suo ritorno nel 1896 riuscì a vincere il torneo di Wimbledon.

Nel 1897 arriva nuovamente in finale a Wimbledon ma viene sconfitto da Reginald Doherty e nello stesso anno raggiunge la finale anche agli U.S. National Championships, nel doppio maschile in coppia con Harold Nisbet, dove vengono sconfitti da Leo Ware e Gordon Sheldon.

Partecipa alle Olimpiadi di Parigi dove vince la medaglia d'argento nel singolare maschile e nel doppio misto mentre conquista una medaglia di bronzo nel doppio maschile.
Nel 1905, quando era ancora in attività, muore in un incidente di bicicletta scendendo da una collina.

## Risultati nel Grand Slam

### Torneo di Wimbledon
- campione nel Singolo: 1896